# Kharis
Kharis est un personnage de fiction créé par Griffin Jay et Maxwell Shane dans le film La Main de la momie réalisé par Christy Cabanne en 1940.

## Œuvres où le personnage apparaît

### Films
- La Main de la momie (The Mummy's Hand, Christy Cabanne, 1940) avec Tom Tyler
- La Tombe de la Momie (The Mummy's Tomb, Harold Young, 1942) avec Lon Chaney Jr.
- Le Fantôme de la Momie (The Mummy's Ghost, Reginald Le Borg, 1944) avec Lon Chaney Jr.
- La Malédiction de la Momie (The Mummy's Curse, Leslie Goodwins, 1944) avec Lon Chaney Jr.
- La Malédiction des pharaons (The Mummy, Terence Fisher, 1959) avec Christopher Lee Il s'agit d'un remake du film de 1940.